# 耶日·帕夫沃夫斯基
耶日·帕夫沃夫斯基（波蘭語：Jerzy Pawłowski，1932年10月25日—2005年1月11日），波兰男子击剑运动员。他曾参加1952年、1956年、1960年、1964年、1968年和1972年六届夏季奥运会，共收获1枚金牌、3枚银牌和1枚铜牌。他也获得7枚世界击剑锦标赛金牌。